# Mata Verde (kommun)
Mata Verde är en kommun i Brasilien.   Den ligger i delstaten Minas Gerais, i den östra delen av landet, 800 km öster om huvudstaden Brasília. Antalet invånare är 7 880.
Omgivningarna runt Mata Verde är huvudsakligen savann. Runt Mata Verde är det ganska glesbefolkat, med 27 invånare per kvadratkilometer.